# Max Aronoff
Max Aronoff (* 25. Dezember 1905; † 22. April 1981) war ein US-amerikanischer Bratschist und Musikpädagoge.
Aronoff war der erste Student, der an das neu gegründete Curtis Institute of Music aufgenommen wurde und gehörte 1931 zu dessen erster Abschlussklasse. Unterrichtet wurde er u. a. von Carl Flesch und Louis Bailly. Von 1931 bis zu seinem Tode unterrichtete er am Curtis Institute. 1943 gründete er die New School of Music, die unter seiner Leitung zu einer angesehenen Ausbildungsstätte für Orchestermusiker wurde. Als Musikpädagoge prägte er zwei Generationen von Bratschisten in den USA. Zu seinen Ehren und seinem Gedenken wurde das Max Aronoff Viola Institute gegründet. Darüber hinaus war Aronoff mehr als 50 Jahre Mitglied des Curtis String Quartet, mit dem er in den USA und Europa, im Weißen Haus und vor Queen Elizabeth auftrat.

## Quelle
- The Max Aronoff Viola Institute – Who was Max Aronoff?

| Personendaten    | Personendaten                                  |
| ---------------- | ---------------------------------------------- |
| NAME             | Aronoff, Max                                   |
| KURZBESCHREIBUNG | US-amerikanischer Bratschist und Musikpädagoge |
| GEBURTSDATUM     | 25. Dezember 1905                              |
| STERBEDATUM      | 22. April 1981                                 |